# 스위스계 미국인
스위스계 미국인(영어: Swiss Americans, 독일어: Schweizamerikaner, 프랑스어: Helvético-Américains, 이탈리아어: Svizzero americano, 로만슈어: Svizer american)은 스위스 혈통의 미국인이다. 미국으로의 스위스 이민은 미국 형성 이전에 이루어졌으며, 특히 스위스 종교개혁 기간 동안 재세례파 박해와 아만파 공동체 형성과 관련이 있다. 19세기에는 중서부의 농촌 정착지를 선호하는 스위스 농부들의 상당한 이민이 있었다. 1930년 이후 스위스 이민은 감소했지만 이민은 제한적으로 계속되고 있다. 스위스계 미국인의 수는 거의 백만 명에 달한다. 스위스 연방 외무부는 2015년에 스위스 국적자의 미국 영주권을 80,218명으로 보고했다. 미국 인구조사국에 따르면, 2015년에 스위스에서 태어난 26,896명의 사람들이 자신이 스위스 혈통이라고 선언했다. 2015년에는 스위스에서 태어난 3,047명의 사람들이 독일 혈통이라고 선언했고, 2015년에는 스위스에서 태어난 1,255명의 사람들이 프랑스 혈통이라고 선언했으며, 2015년에는 스위스에서 태어난 2,555명의 사람들이 이탈리아 혈통이라고 선언했다.

## 같이 보기
- 유럽계 미국인